# Heliakisch
Heliakisch (auch „Morgenerst“ und „Morgenletzt“) ist ein Oberbegriff der Astronomie und bedeutet „zur aufsteigenden Sonne gehörend“. Die Bezeichnung wird im Zusammenhang mit der Kulmination sowie dem Auf- und Untergang von Himmelskörpern in der Morgendämmerung benutzt, insbesondere bezüglich von Sternen, Planeten und dem Mond. Die seit der Antike verwendeten Bezeichnungen „Morgenerst“ und „Morgenletzt“, die als Synonym für „heliakisch“ stehen, werden hauptsächlich in der Astrologie verwendet.
Die scheinbare Helligkeit des Himmelskörpers und die jeweilige Dämmerungsdauer bestimmen, an welchem Tag
- ein im Osten aufgehender Stern oder Planet erstmals („Morgenerst“) bzw.
- ein im Westen untergehender innerer Planet oder der im Osten aufgehende Mond letztmals („Morgenletzt“)

mit bloßem Auge in der Morgendämmerung erkennbar ist.
Der gegenteilige, auf die Abenddämmerung bezogene Begriff ist akronychisch (auch „Abenderst“ und „Abendletzt“).

## Heliakischer Auf- und Untergang sowie heliakische Kulmination
Da die Erde die Sonne einmal im Jahr umrundet, bewegt sich die Sonne von der Erde aus gesehen einmal im Jahr auf der Ekliptik durch den Sternenhimmel. Die Sterne gehen täglich etwa vier Minuten früher auf (/unter) als die Sonne. Ihr heliakisches Auftauchen über den Horizont ist mit bloßem Auge erst einige Tage nach der Passage in der Morgendämmerung erkennbar, weil der Stern dann früher aufgeht als die Sonne und der Himmel noch nicht vom Sonnenlicht überstrahlt ist.

### Bedeutung im Alten Ägypten
Besonders wichtig war der heliakische Aufgang des Sirius im Alten Ägypten als Bringer der Nilflut. Beide Ereignisse fielen ab etwa  2000 v. Chr. zusammen. Vorher war der heliakische Sirius-Aufgang wegen der Präzession der Erde zu früh für die Nilflut. Für die Ägypter begann mit der Nilflut die für den Anbau und die Aussaat wichtige Bewässerung und Versorgung mit dem Nilschlamm. Mit dem heliakischen Sirius-Aufgang war zudem das Neujahrsfest gekoppelt (siehe Sothis-Zyklus). In Sumer, Assyrien und Babylonien übernahmen einige Sterne mit ihrem heliakischen Aufgang wichtige Funktionen als Signalgeber für den landwirtschaftlichen Kalender.
Ein Stern, der annähernd in Opposition zur Sonne steht, geht heliakisch unter, kurz bevor diese aufgeht. Diese Ereignisse haben in der Chronologie nicht die Bedeutung erlangt wie die erstmals im Osten sichtbaren Morgensterne (heliakischer Aufgang). Die obere heliakische Kulmination bezeichnet den Zeitpunkt in der Morgendämmerung, zu dem ein Stern in seiner täglichen Bewegung die größte Höhe  über dem Horizont erreicht beziehungsweise bei der unteren Kulmination die kleinste Höhe. In der altägyptischen Astronomie wurde den oberen heliakischen Kulminationen der Dekan-Sterne große Bedeutung beigemessen (siehe Naos der Dekaden).

### Heliakische Aufgänge der Venus
Die scheinbare Relativbewegung zwischen Sonne und Planeten ist nur bei den oberen Planeten ähnlich wie bei den Sternen (aber rückläufige Bewegung / Planetenschleife, wenn sich diese in Opposition zur Sonne befinden). Gänzlich anders sind die Verhältnisse bei den unteren Planeten Merkur und Venus, von denen die heliakischen Ereignisse der Venus wegen derer großen Helligkeit die bedeutenderen sind.
Die Venus (und der Merkur) wird nicht wie die Sterne und die oberen Planeten periodisch von der Sonne am Himmel scheinbar überholt. Sie ist maximal für etwa vier Stunden abwechselnd am Morgen- und am Abendhimmel, aber niemals in der Mitte der Nacht zu sehen, denn sie kann nicht in Opposition zur Sonne treten.
Ihre Sichtbarkeit als Morgenstern wird durch zwei heliakische Aufgänge begrenzt, einem erstmals und einem letztmals sichtbaren. Bei den Sternen gibt es im Jahr immer nur einen erstmals sichtbaren Aufgang.

### Heliakischer Aufgang des Mondes

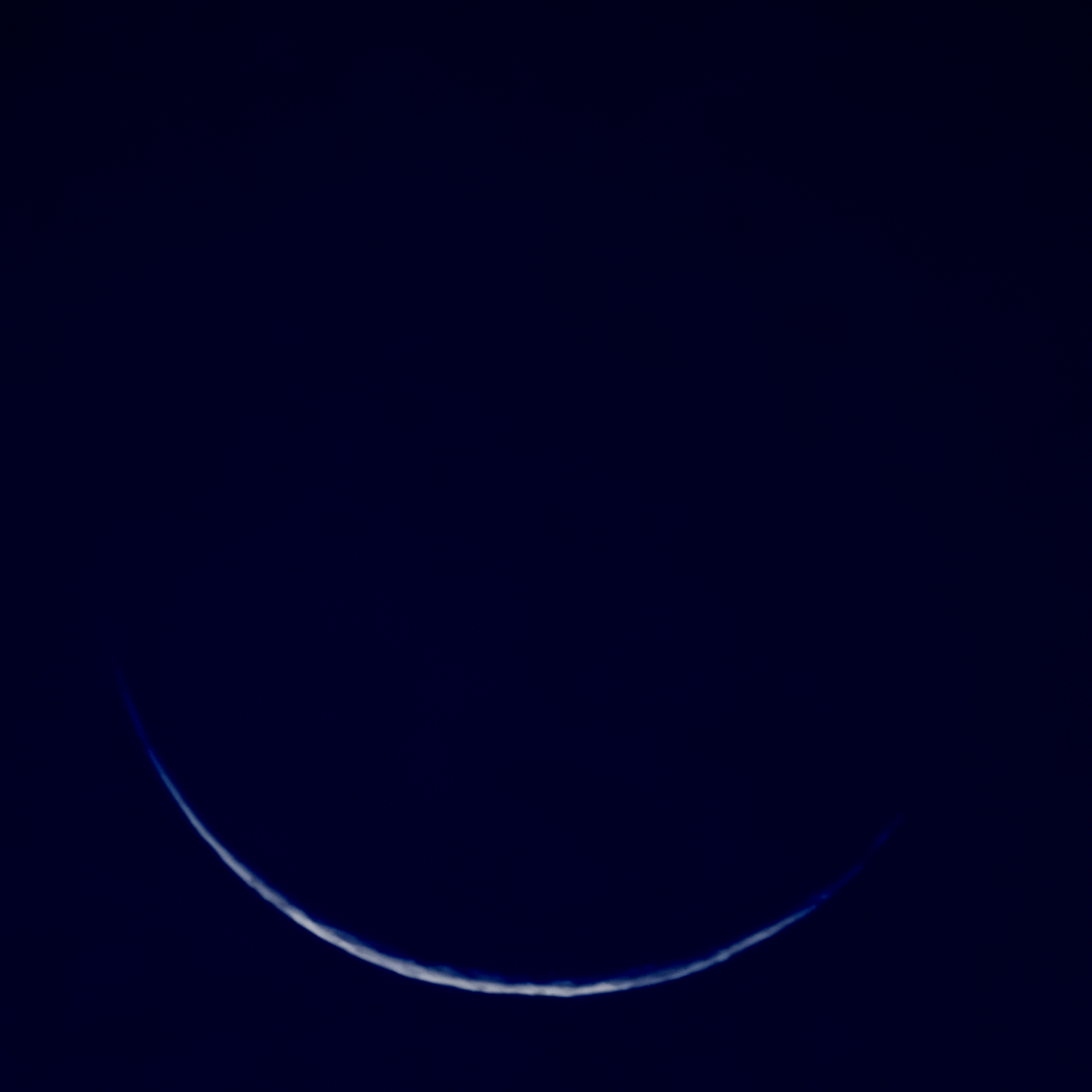
Morgenletzt beziehungsweise Altlicht des Mondes

So wie die Sonne die Sterne einmal im Jahr überholt, wird diese vom Mond einmal im Monat überholt. Das bedeutet, dass der abnehmende Mond früher aufgeht als die Sonne, bevor er diese überholt hat. Kurz vor dem Einholen sieht man ihn letztmals in der Morgendämmerung im Osten aufgehen, was auch als das „Morgenletzt“ des Mondes bezeichnet wird. An diesem Tag zeigt der Mond sein Altlicht. Der Mond hat kein „Morgenerst“, da er nie heliakisch untergeht, sondern akronychisch („Abenderst“) aufgeht.

### Heliakischer Aufgang der Sterne
Bei den Sternen gibt es keinen letztmals, sondern immer nur einen erstmals sichtbaren heliakischen Aufgang im Osten pro Jahr.

## Heliakisches Jahr
Die Zeitspanne zwischen zwei aufeinanderfolgenden heliakische Aufgängen eines Sterns bezeichnet man als das heliakische Jahr. Die Länge und der Beginn eines solchen Jahres hängt von der Geographischen Breite und der Position des Sternes ab. Die Länge entspricht nur dann einem Tropischen Jahr, wenn der Stern die Ekliptikale Breite von 0° hat.